# Мануель Відріо
Мануель Відріо (ісп. Manuel Vidrio, нар. 23 серпня 1972) — мексиканський футболіст, що грав на позиції захисника. По завершенні ігрової кар'єри — тренер.

## Клубна кар'єра
Вихованець футбольної академії «Гвадалахари». 15 вересня 1991 року в матчі проти «Коррекаміньос УАТ», Мануель дебютував у  мексиканській Прімері. Захисник завоював місце основного футболіста в сезоні Клаусури 1992 року. Відріо провів у складі «Гвадалахари» 5 сезонів, взявши участь у 155 матчах чемпіонату, але цей період припав на кризу команди, тому в складі клубу Відріо не виграв жодного трофея.
У 1996 році захисник перейшов до «Толуки» з якої пішов у 1997 році в команду з Гвадалахари «Естудіантес Текос». У новому клубі у Відріо виникли складнощі з попаданням до складу і адаптацією. Фанати «Гвадлахари» також нагадували про зраду кольорів рідної команди, тому в 1999 році Мануель уклав контракт із «Пачукою». У складі нового клубу захисник швидко повернув колишню форму і в 1999 та 2001 роках виграв свої перші чемпіонати Мексики.
Влітку 2002 року колишній наставник національної команди і «Пачуки», Хав'єр Агірре став тренером іспанської «Осасуни», куди і запросив Відріо. 1 вересня того ж року в матчі проти «Вільярреала», Мануель дебютував в Ла Лізі. 15 вересня в поєдинку проти «Депортіво» він забив свій перший і єдиний гол, втім основним гравцем не став і взявши участь всього в 5 зустрічах влітку 2003 року він повернувся в «Пачуку». У першому ж сезоні Відріо показав впевнену гру, але вже в наступному його почали переслідувати травми і він позбувся місця в складі.
У 2006 році він перейшов у «Веракрус», але провів всього 5 матчів за клуб, після чого вирішив завершити кар'єру футболіста.

## Виступи за збірну
У 1992 році Відріо у складі олімпійської збірної зіграв на Олімпійських іграх у Барселоні, але він не допоміг команді вийти з групи.
29 червня 1993 року дебютував в офіційних матчах у складі національної збірної Мексики в товариській грі проти Коста-Рики (2:0). Виступав на розіграші Кубка Короля Фахда 1995 року у Саудівській Аравії, на якому зіграв у матчі за 3-тє місце з Нігерією і здобув бронзові нагороди. Влітку того ж року поїхав з командою і на Кубок Америки 1995 року в Уругваї, де зіграв у трьох матчах і став чвертьфіналістом турніру.
Згодом у складі збірної був учасником розіграшу Кубка Америки 2001 року у Колумбії, де зіграв у чотирьох іграх і разом з командою здобув «срібло», а наступного року поїхав і на чемпіонат світу 2002 року в Японії і Південній Кореї, де також був основним гравцем і зіграв в усіх чотирьох іграх, після чого завершив виступи за збірну.
Протягом кар'єри у національній команді, яка тривала 10 років, провів у формі головної команди країни 37 матчів, забивши 1 гол (23 серпня 2001 року в товариському матчі проти збірної Ліберії).

## Кар'єра тренера
Розпочав тренерську кар'єру у невеликих мексиканських командах, а в квітні 2009 року на запрошення Хав'єра Агірре став його асистентом у збірній Мексиці, допомігши команді виграти Золотий кубок КОНКАКАФ 2009 року та вийти з групи на чемпіонаті світу 2010 року, після чого тандем покинув збірну, а з листопада знову разом став працювати у іспанський «Реал Сарагоса».
Наразі останнім місцем тренерської роботи був клуб «Естудіантес Текос», головним тренером команди якого Мануель Відріо був 2013

## Титули і досягнення
- Чемпіон Мексики (3): 1999 (З), 2001 (З), 2003 (А)
- Срібний призер Кубка Америки: 2001